# Thaeme & Thiago
Thaeme & Thiago é uma dupla sertaneja brasileira formada pelos amigos Thaeme Mariôto (Presidente Prudente, 4 de outubro de 1985) e Thiago Bertoldo (Ijuí, 2 de agosto de 1989). Originalmente Thaeme tinha como dupla Thiago Servo, que deixou o projeto em 2013 após discordâncias de carreira. São apadrinhados pela dupla Fernando & Sorocaba.

## Carreira
O primeiro álbum da dupla apresenta 13 canções inéditas, quase todas composições de Thiago Servo, foi gravado em 30 de novembro de 2011. Destacam-se as canções "Ai Que Dó", "Pisa Que Eu Gamo", "Príncipe Encantado", "Barraco" e "Perdeu", com participação especial Fernando & Sorocaba, dupla que os apadrinha. O primeiro DVD, Ao Vivo em Londrina, que tem a participação de Gusttavo Lima, Cristiano Araújo e Fernando & Sorocaba, foi gravado no dia 30 de Novembro de 2011, e lançado em 2012.
Em 2013 lançaram o álbum Perto de Mim álbum que inclui vários sucessos que foram hits por todo o Brasil, inclusive uma das músicas mais importantes da dupla intitulada "Deserto". A faixa ganhou um videoclipe com direito a uma grande produção, sua melodia dramática com versos suaves e excelente desempenho vocal de Thaeme, fizeram com que a música ganhasse um enorme destaque nas rádios do país.

### Mudança na dupla
A dupla chegou a anunciar a gravação de seu segundo DVD que seria intitulado "O amor não é passageiro", confirmando participações especiais, data e local (interior de São Paulo). Porém no dia 3 de outubro de 2013, José Lazaro Servo (Maringá, 27 de fevereiro de 1986) decidiu se desligar da dupla por "falta de afinidade musical", já que pretendia investir em composições que abordam assuntos mais voltados para o universo masculino.
A partir daí, todos os projetos foram cancelados e foi necessária uma avaliação sobre a forma que a FS Produções poderia resolver esse impasse. Foi então que houve a ideia de manter o nome da dupla, e procurar outro cantor para ser o novo Thiago para formar dupla com Thaeme. O novo parceiro desta passou a ser Guilherme Steffler Bertoldo, ex-vocalista da banda Tradição, que adotou a partir daí o nome artístico Thiago.
Guilherme foi anunciado como 'o novo Thiago' durante o Programa do Ratinho, exibido pelo SBT.

### Nova formação
Logo após a nova formação, a dupla lançou a canção "Cafajeste" que logo virou hit nas paradas por todo o Brasil. Em seguida veio o EP Novos Tempos, que traz algumas faixas de divulgação do novo trabalho, mantendo a base do Sertanejo mesclado com o Pop e o arrocha, que levou a dupla ao auge em sua primeira formação. No dia dos namorados a dupla presenteou os fãs com o videoclipe da canção "Inseguros" que é a quarta faixa do EP Novos Tempos de maior aceitação do público. No dia 8 de março de 2014 a dupla gravou no Citibank Hall em São Paulo o segundo DVD da dupla intitulado 'Novos Tempos - Ao Vivo', um show bem produzido, que mesclou músicas da primeira fase da dupla, com as da nova geração, o show contou com participações especiais de Fernando & Sorocaba e Lucas Lucco, nas músicas "O que acontece na balada" e "Cê Gama" respectivamente.O evento reuniu um grande público, repleto de empolgação, efeitos especiais e muita alegria por grande parte dos fãs da dupla que se emocionaram com as canções românticas e dançaram muito com os hits animados.

## Filmografia
| Ano  | Título          | Papel       | Notas                  |
| ---- | --------------- | ----------- | ---------------------- |
| 2014 | Gaby Estrella   | Eles Mesmos | Participação Especial  |
| 2016 | Vai que Cola    | Eles Mesmos | 4ª Temp. - Episódio 24 |
| 2016 | Carinha de Anjo | Eles Mesmos | Participação Especial  |

## Discografia

### Álbuns ao vivo e de estúdio
- 2011 - Thaeme & Thiago
- 2012 - Ao Vivo Em Londrina
- 2013 - Perto de Mim
- 2014 - Novos Tempos
- 2016 - Ethernize
- 2018 - Junto e Misturado
- 2020 - Química

### DVD
- 2012 - Ao Vivo Em Londrina
- 2014 - Novos Tempos
- 2016 - Ethernize
- 2020 - Química

### EPs
- Novos Tempos - 2014
- Fs Studio Sessions (EP) - 2016

## Singles
| Ano  | Título                                          | Melhor posição | Álbum               |
| Ano  | Título                                          | BRA            | Álbum               |
| ---- | ----------------------------------------------- | -------------- | ------------------- |
| 2011 | Ai Que Dó                                       | 74             | Thaeme e Thiago     |
| 2012 | Tcha Tcha Tcha (part. Cristiano Araújo)         | 34             | Ao Vivo Em Londrina |
| 2012 | 365 Dias                                        | 20             | Ao Vivo Em Londrina |
| 2012 | Hoje Não (part. Luan Santana)                   | 12             | Perto de Mim        |
| 2013 | Deserto                                         | 7              | Perto de Mim        |
| 2013 | Perto de Mim                                    | 14             | Perto de Mim        |
| 2013 | Cafajeste                                       | 13             | Novos Tempos        |
| 2014 | CDs e Livros                                    | 8              | Novos Tempos        |
| 2014 | Coração Apertado                                | 3              | Novos Tempos        |
| 2015 | O Que Acontece na Balada                        | 4              | Novos Tempos        |
| 2015 | Bem Feito                                       | 5              | Ethernize           |
| 2016 | Fica Louca (part. Gusttavo Lima)                | 18             | Ethernize           |
| 2016 | Pra Ter Você Aqui                               | 1              | Ethernize           |
| 2016 | Nunca Foi Ex                                    | 4              | Ethernize           |
| 2017 | Sarcasmo                                        | 12             | —                   |
| 2017 | Dançando e Comemorando (com Pedro Paulo & Alex) | 26             | Paredão do PPA      |
| 2018 | Onde Já Se Viu                                  | 11             | Junto e Misturado   |
| 2018 | Não Desgruda                                    | 17             | Junto e Misturado   |
| 2019 | Casa Pequenininha                               | 24             | Química             |
| 2019 | Boato                                           | —              | Química             |
| 2020 | Vendinha (part. Jorge)                          | 13             | Química             |
| 2021 | Me assume ou Vaza                               | —              | —                   |
| 2022 | Viralizou                                       | —              | —                   |
| 2022 | Remedim                                         | —              | —                   |
| 2023 | Trouxa Mesmo                                    | —              | —                   |
| 2023 | Foguete não tem Ré                              | —              | —                   |
| 2023 | Seu Grande Amor                                 | —              | —                   |
| 2023 | Um Pouco de Nós Dois                            | —              | —                   |
| 2024 | Mini Saudade                                    | —              | —                   |
| 2024 | Entregador                                      | —              | —                   |

### Singles promocionais
| Ano  | Título                              | Paradas | Álbum             |
| ---- | ----------------------------------- | ------- | ----------------- |
| 2012 | Sinto Saudade                       | —       | Perto de Mim      |
| 2013 | Foi Daquele Jeito                   | 22      | FS Loop 360º      |
| 2013 | 100% Louco (Part. Lucas Lucco)      | —       | Tá Diferente      |
| 2014 | Inseguros                           | —       | Novos Tempos      |
| 2017 | God's Lessons (Part. Gabriel Paulí) | —       | Apenas Single     |
| 2017 | Com Vocês, Eu                       | —       | Junto e Misturado |

### Outras Aparições
| Ano  | Título                       | Álbum                        | Artista                    |
| ---- | ---------------------------- | ---------------------------- | -------------------------- |
| 2012 | Perdeu                       | Acústico na Ópera de Arame   | Fernando & Sorocaba        |
| 2012 | Vou Te Trair                 |                              | Rominho                    |
| 2012 | Chega Chora                  | Cores                        | Marcos & Belutti           |
| 2012 | Foi Deus Quem Fez Você       | Paz e Luz (Ao Vivo)          | Padre Reginaldo Manzotti   |
| 2013 | Amiga Que Não Bebe           |                              | Caco & Bella               |
| 2013 | Eu Vou (Luz Rodeio Show)     |                              | Lucas Lucco e Thiago Brava |
| 2013 | Hoje Não                     | As Melhores... Até Aqui      | Luan Santana               |
| 2014 | Acho Que Não                 | Ao Vivo Em Curitiba          | Tchê Garotos               |
| 2014 | Fica Pra Você                | O Amor Que Eu Sinto Por Você | Digo Mendes                |
| 2014 | Até o Sol Não Nascer Mais    | Mistério                     | Belo                       |
| 2014 | Te Namorando Em Pensamento   | Pegada Very Crazy            | Eddy & Gil                 |
| 2014 | Hoje Não                     | Duetos                       | Luan Santana               |
| 2014 | CDs e Livros                 | Arena de Ouro 2014           | Vários Artistas            |
| 2015 | Eu Já te Amava               | Acústico Paula Mattos        | Paula Mattos               |
| 2016 | Bobagem Minha                |                              | Leandro & Lorena           |
| 2016 | Já Se Foi Setembro           | Made in Roça                 | Loubet                     |
| 2016 | O Amor é Quem Dita as Regras | Ao Vivo em São Paulo         | Mariana Fagundes           |
| 2016 | Seu Amor Ainda Sou Eu        | Seu Amor Ainda Sou Eu        | Marina Fonseca             |
| 2017 | Beba Beba                    | Beba Beba                    | Jeann e Julio              |
| 2017 | Caminhão de Mudança          | Resenha                      | Cleber & Cauan             |
| 2017 | Elas                         | Ao Vivo em Rio do Sul        | Edu Gueda                  |
| 2017 | Ponto Fraco                  | Uma História Pra Contar      | Rick e Nogueira            |
| 2017 | Pra Ver Se Cola              | Carrossel de Esperança       | Michael Sullivan           |
| 2018 | Dançando e Comemorando       | Paredão do PPA               | Pedro Paulo & Alex         |
| 2018 | Nosso Mundo                  | Nosso Mundo                  | Tchelo Cunha               |
| 2019 | Desperdiçou                  | Desperdiçou                  | Dazdama                    |
| 2019 | Fica com Ela                 | De Portas Abertas            | Maria Cecília & Rodolfo    |
| 2019 | Expectativa                  | É Farra que Fala             | Nicolas e Victor           |
| 2019 | Nóis Combinou                | Nóis Combinou                | Mariana & Mateus           |
| 2019 | Poltrona Reservada           | Poltrona Reservada           | Raffa Augusto              |
| 2020 | Assina Esse Caderno          | Assina Esse Caderno          | Lah Bustamante             |
| 2020 | De Fininho                   | O Começo do Sempre           | Rudi e Rodrigo             |
| 2020 | Faz Um Paparapapa            | Dubai to Brazil (Deluxe)     | Danilo Dubaiano            |